# Synagogue Ohel Moed

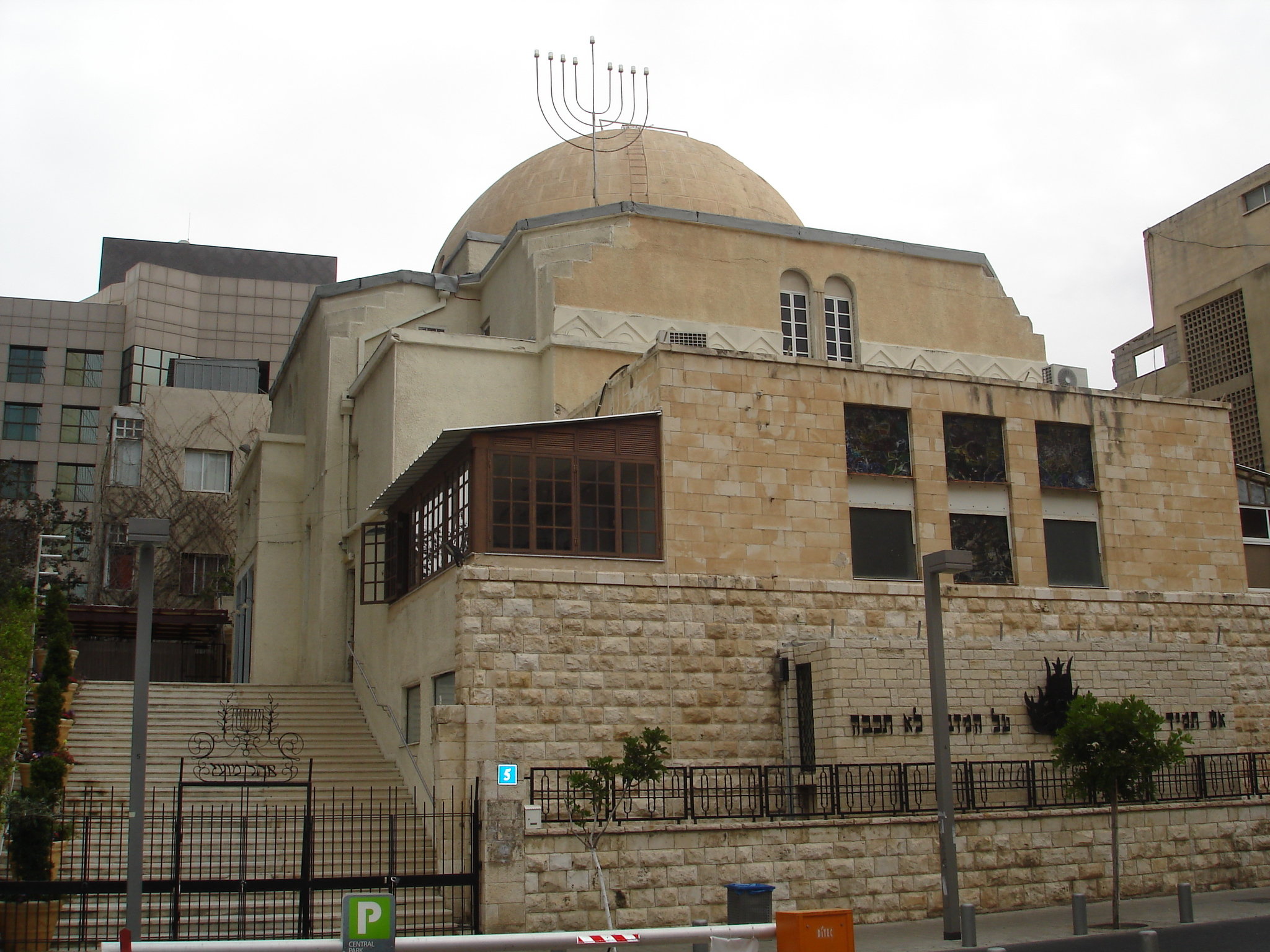
Vue générale de la synagogue Ohel Moed

La synagogue Ohel Moed (en hébreu:  בית הכנסת אוהל מועד), littéralement Tente d'assignation ou Tabernacle, aussi dénommée Grande synagogue séfarade de Tel-Aviv, est située au 5  Rehov Shadal, au cœur de Tel-Aviv, non loin du boulevard Rothschild. Construite dans les années 1930 en style art déco, elle se trouve actuellement entourée d'immeubles de bureaux de grande hauteur. 

## Historique
En 1923, deux notables très riches de la communauté juive d'Aden au Yémen, Chalom Aharon Levy et Chlomo Ytzak Cohen, décident d'émigrer en Eretz Israel. Avant même d'arriver en Palestine, se trouvant encore à Port-Saïd en Égypte, ils achètent des terres dans la ville de Tel Aviv récemment créée, comme investissement et pour y construire leur maison. 
Le grand-rabbin séfarade de la ville, Bentzion Meir Hai Ouziel, leur écrit alors une lettre dans laquelle, après les avoir bénis et félicités à propos de l'achat du terrain, il les encourage à construire un lieu voué à la prière pour la communauté séfarade. Le rabbin Ouziel, nommé grand-rabbin de la ville par le rabbin Abraham Isaac Kook, premier grand rabbin ashkénaze de la Palestine mandataire, avait été pendant trois ans, le délégué de l'Agence juive à Salonique et avait réussi à faire émigrer vers la Palestine de nombreuses familles, qui s'étaient principalement installées dans le quartier Florentine au sud de Tel Aviv. La lettre d'Ouziel, dont une copie est encadrée et accrochée à droite de l'entrée de la synagogue, reçoit une réponse favorable. Non seulement Lévy et Cohen mettent à la disposition de la communauté un terrain, mais ils vont subventionner en grande partie l'édification de la synagogue. 
Ouziel est chargé de superviser la construction. Il fait appel à un architecte déjà célèbre à l'époque, Joseph Berlin (1877-1950), d'origine russe, ayant émigré en Palestine en 1921 et dont les constructions sont fortement inspirées des styles Art déco et Bauhaus. La synagogue Ohel Moed date de la même période que la Grande synagogue de Tel Aviv, qui est de rite ashkénaze, si bien que de nombreux habitants de Tel Aviv l'ont dénommée Grande synagogue séfarade de Tel Aviv.   
En 1928, les travaux sont terminés, à l'exception de la construction du dôme, lequel ne sera achevé que trois ans plus tard, en 1931, grâce à la généreuse contribution des frères Batish, riches marchands de Londres, originaires d'Alep.
En 1928, la synagogue est inscrite au cadastre de la ville. Sur l'acte le nom du rabbin Ouziel figure en premier, suivi du nom des deux généreux donateurs, Aharon Levy et Ytzak Cohen. Une copie de cet acte est affichée dans la synagogue à côté de la lettre d'Ouziel de 1923. 

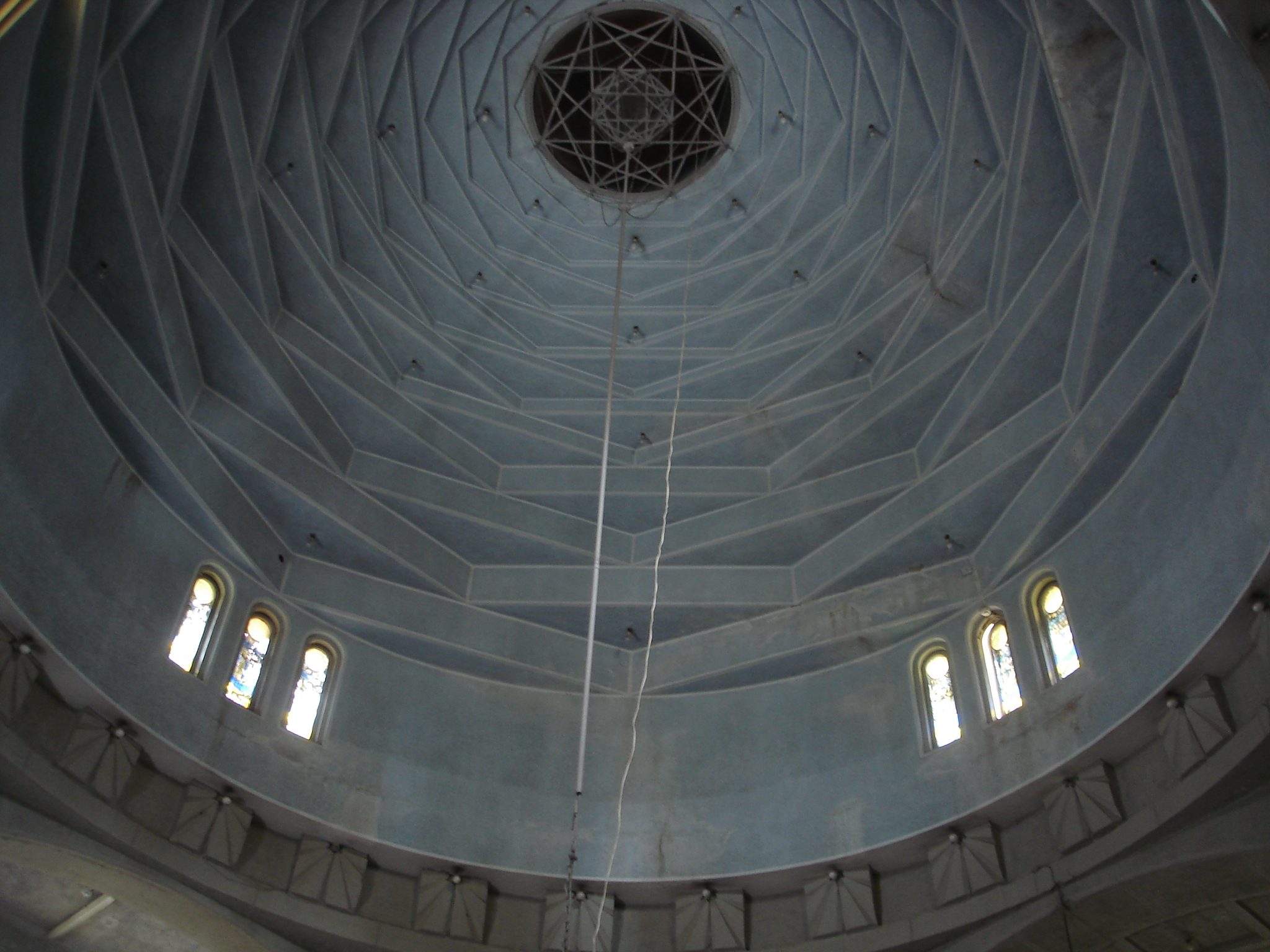
Le dôme de la synagogue avec les 15 marches octogonales.

## Description
Bien que construit sur les dunes de Tel Aviv, Joseph Berlin réussit à donner au bâtiment des influences Art déco aussi bien qu'orientales. Il utilise de la brique, et malgré les ressources limitées de l'époque, il réalise  une construction originale et digne. Initialement la synagogue était entourée de jardins avec des amandiers, et il était possible d'en admirer les proportions harmonieuses, basées sur le nombre d'or, et combinant des formes géométriques et d'ingénierie du bâtiment. Aujourd'hui, la synagogue est entourée de bâtiments de verre de grande hauteur, ne permettant pas d'avoir le recul nécessaire.
On pénètre dans la synagogue par trois portes sculptées, après avoir passé une grille métallique sur laquelle est représentée une menorah (chandelier à sept branches) stylisée en fer forgé, et monté un grand escalier d'une trentaine de marches, conduisant à un palier. 
L'intérieur de la synagogue est empreint de symbolisme mystique. La synagogue est conçue sur un plan carré, délimité par quatre arches, reliées entre elles par un pendentif dont le profil en forme de gerbe évasée rappelle les sept branches de la menorah.   
La coupole est formée de 15 rangées de marches octogonales symbolisant les quinze degrés du Temple sur lesquels étaient chantés les quinze psaumes du cantique des degrés. La coupole repose sur un tambour percé de quatre fois trois fenêtres, représentant les douze tribus d'Israël. Les 32 ornements carrés situés en dessous du tambour rappellent les 27 lettres de l’alphabet hébreu et ses cinq voyelles. En haut de la coupole, les étoiles de David enchevêtrées forment un symbole kabbalistique.

## La synagogue de nos jours

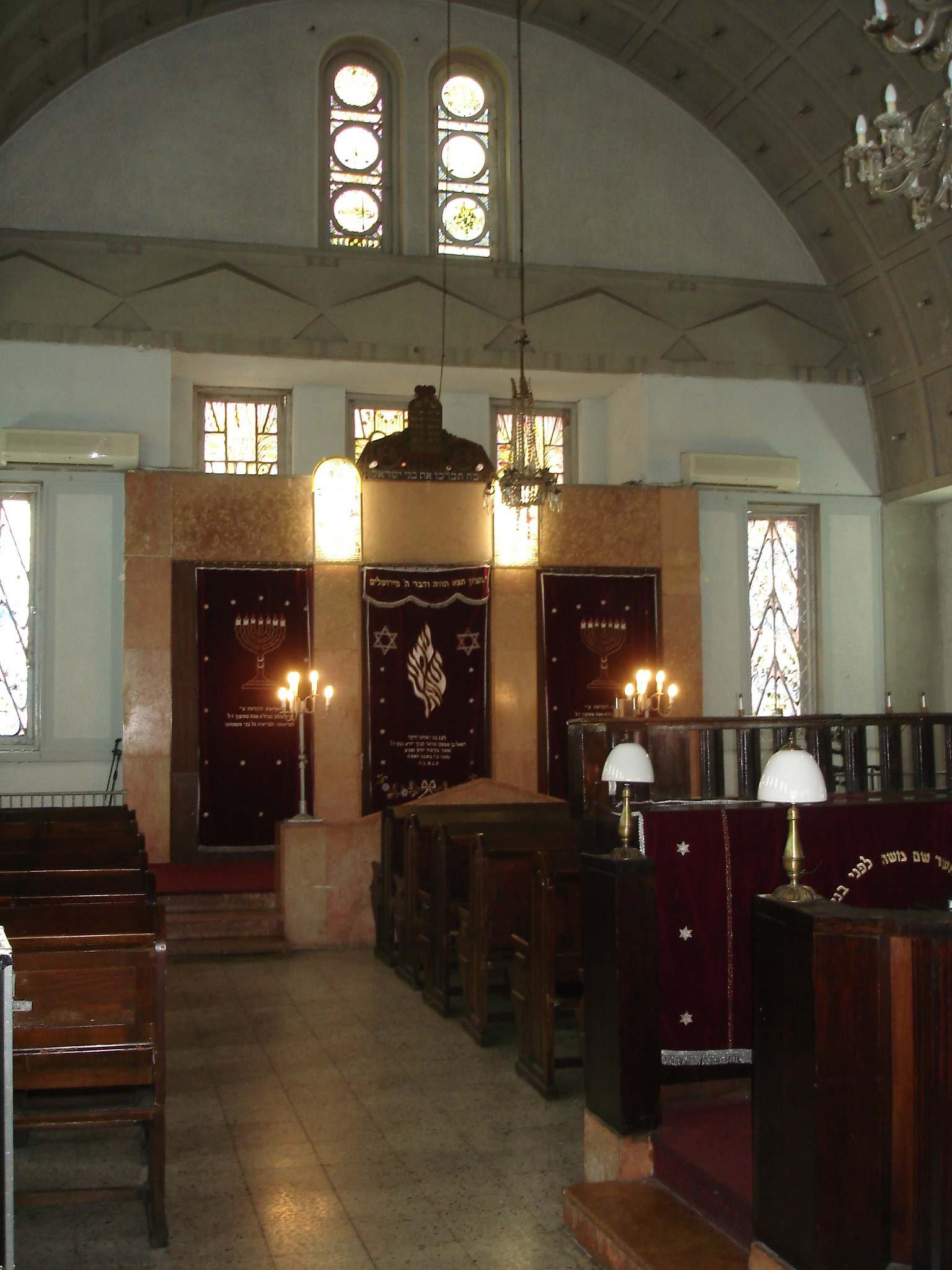
L'Arche Sainte

Le rabbin Ouziel, en tant que grand-rabbin séfarade de Tel Aviv y officie régulièrement jusqu'en 1939, date à laquelle il est nommé grand-rabbin séfarade d'Israël. 
Pendant des années, la synagogue prospère et devient le centre spirituel séfarade le plus prisé de Tel Aviv. Lors des grandes fêtes, une partie des fidèles est même contrainte de rester à l'extérieur. Dans les années 1960, de nombreux mariages y sont célébrés, dont celui de l'espion israélien Eli Cohen. 
Au cours des vingt dernières années, la fréquentation de la synagogue a chuté, et guère plus de 20 fidèles participent régulièrement à la prière du matin. Mais en raison de sa grande beauté, de très nombreux jeunes couples s'y marient et utilisent la salle attenante à la synagogue comme salle de réception. Parmi les personnalités qui s'y sont mariées, Zvika Hadar, comédien et présentateur de télévision.  
Le directeur de la synagogue, Shlomi Boublil, a décidé d'ouvrir la synagogue pendant la Nuit blanche de Tel Aviv.

## Galerie

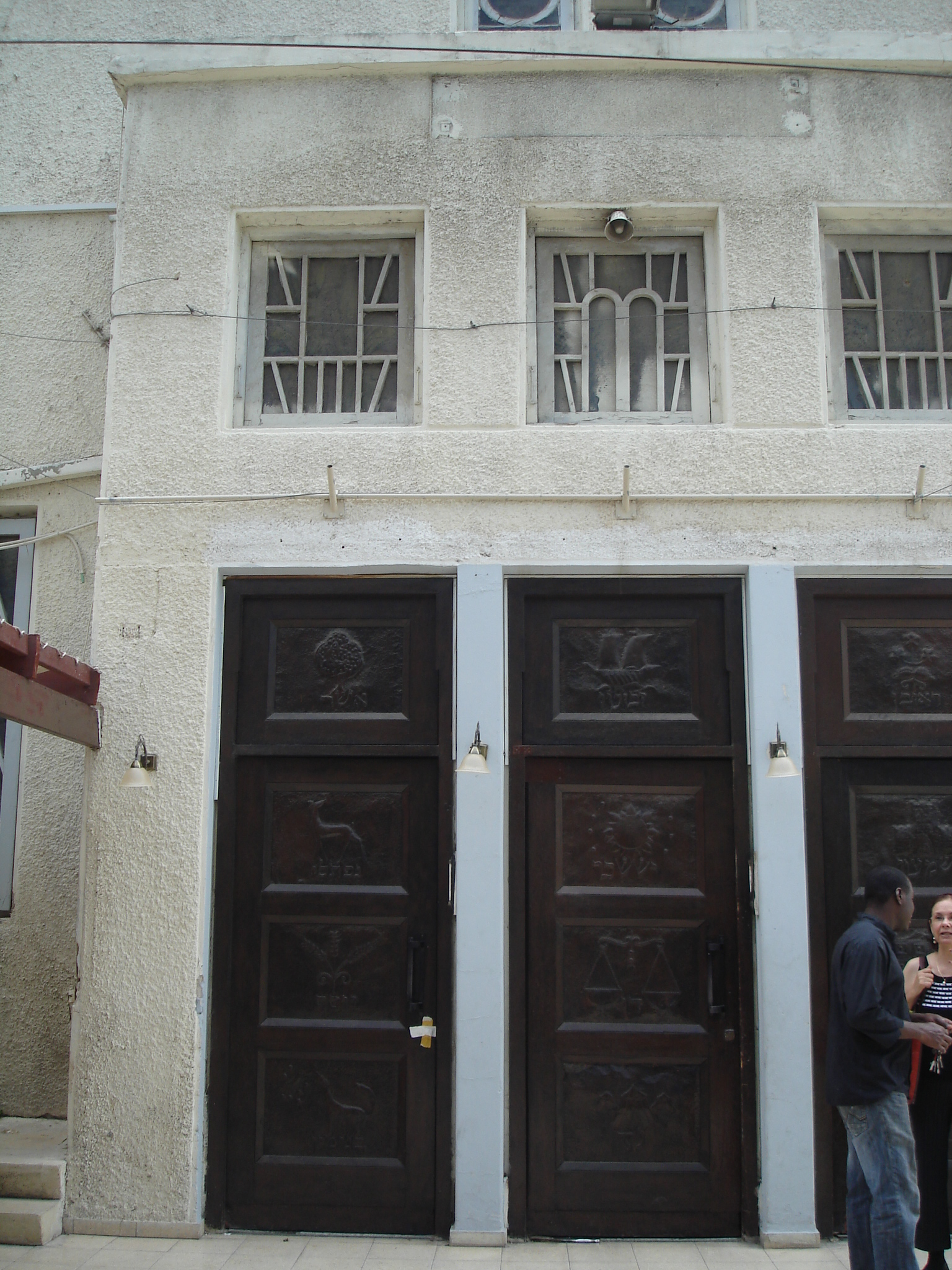
Les portes d'entrée sculptées.
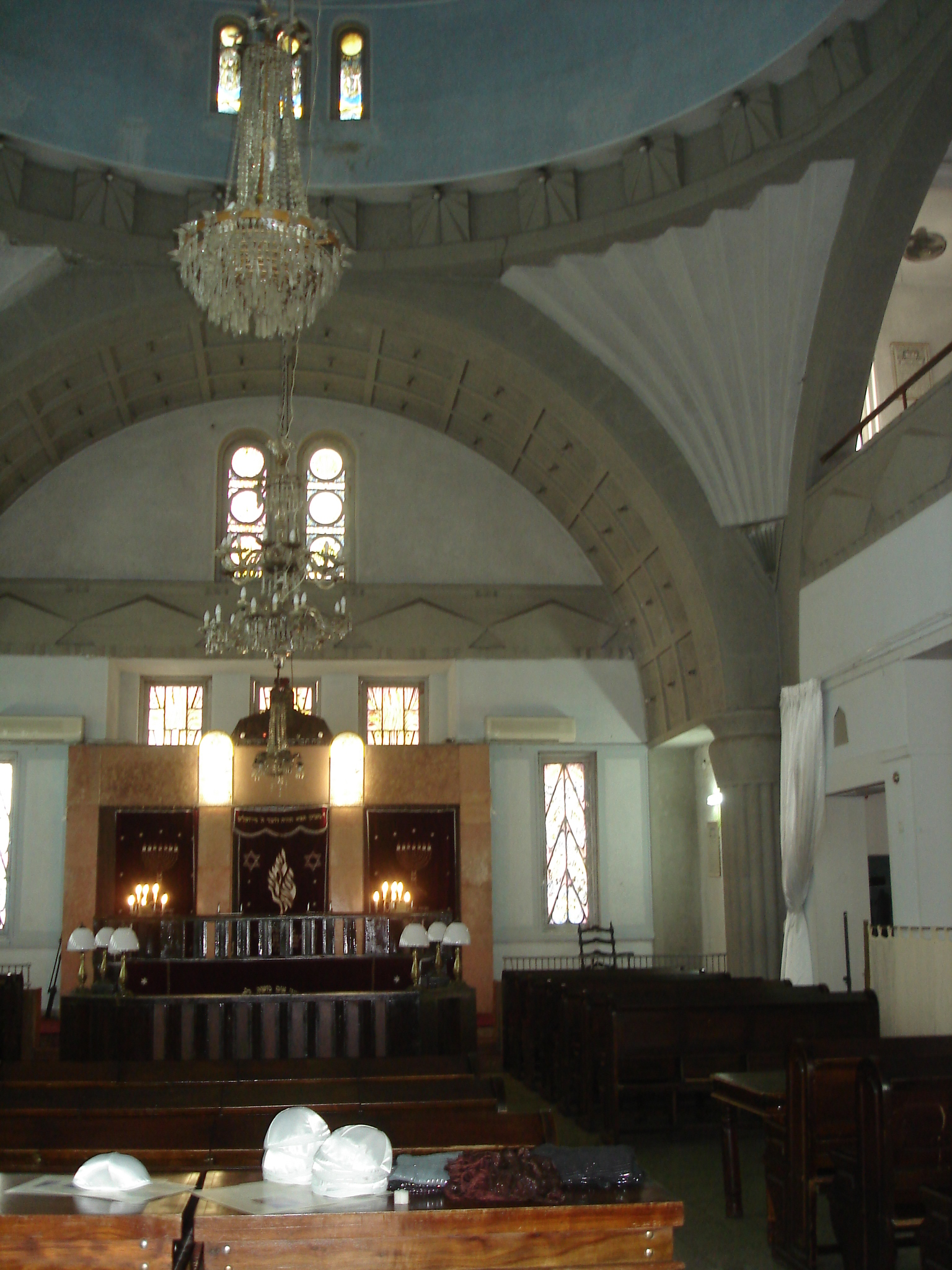
L'intérieur de la synagogue.
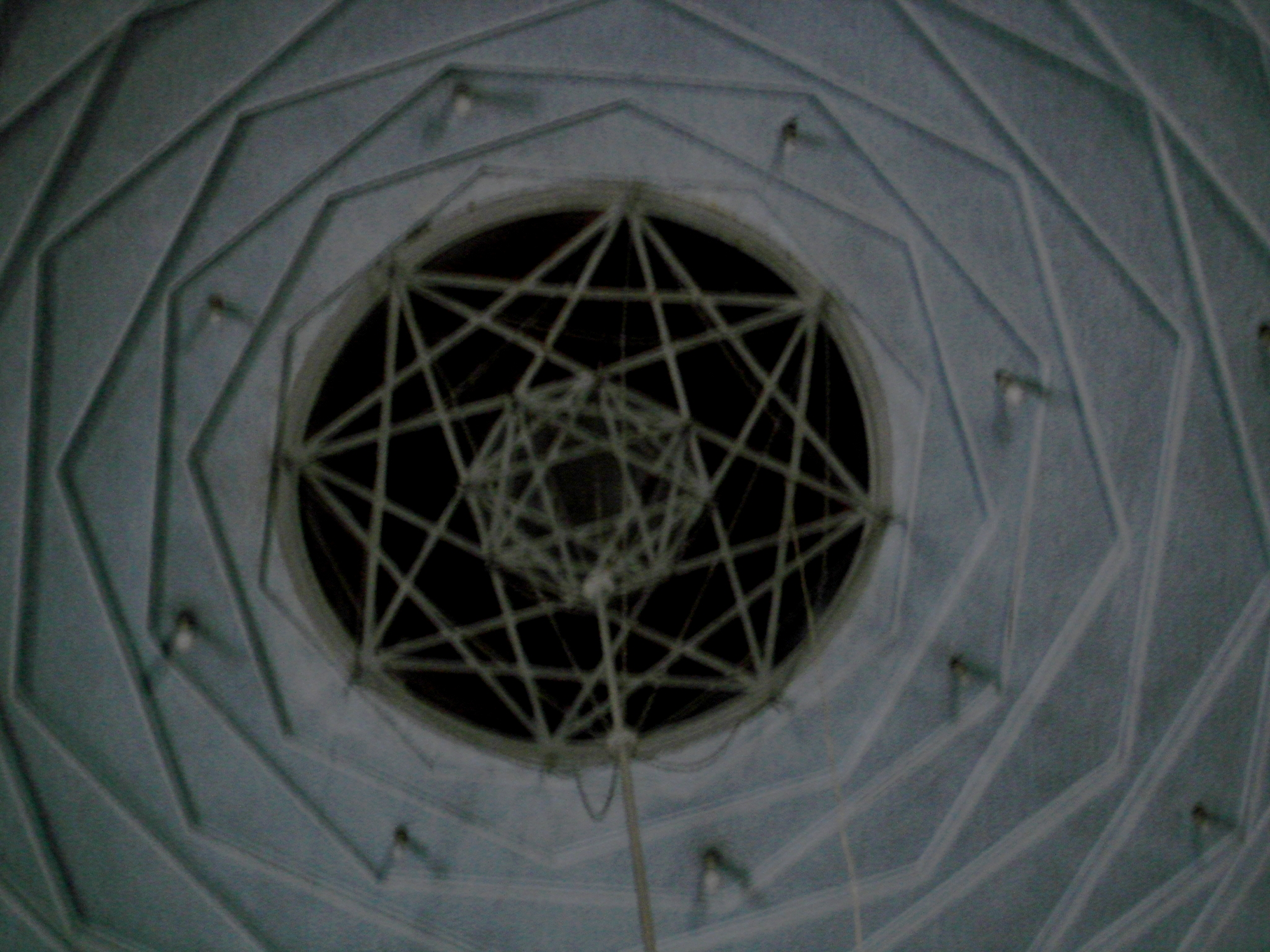
Les étoiles de David entremêlées au sommet du dôme.
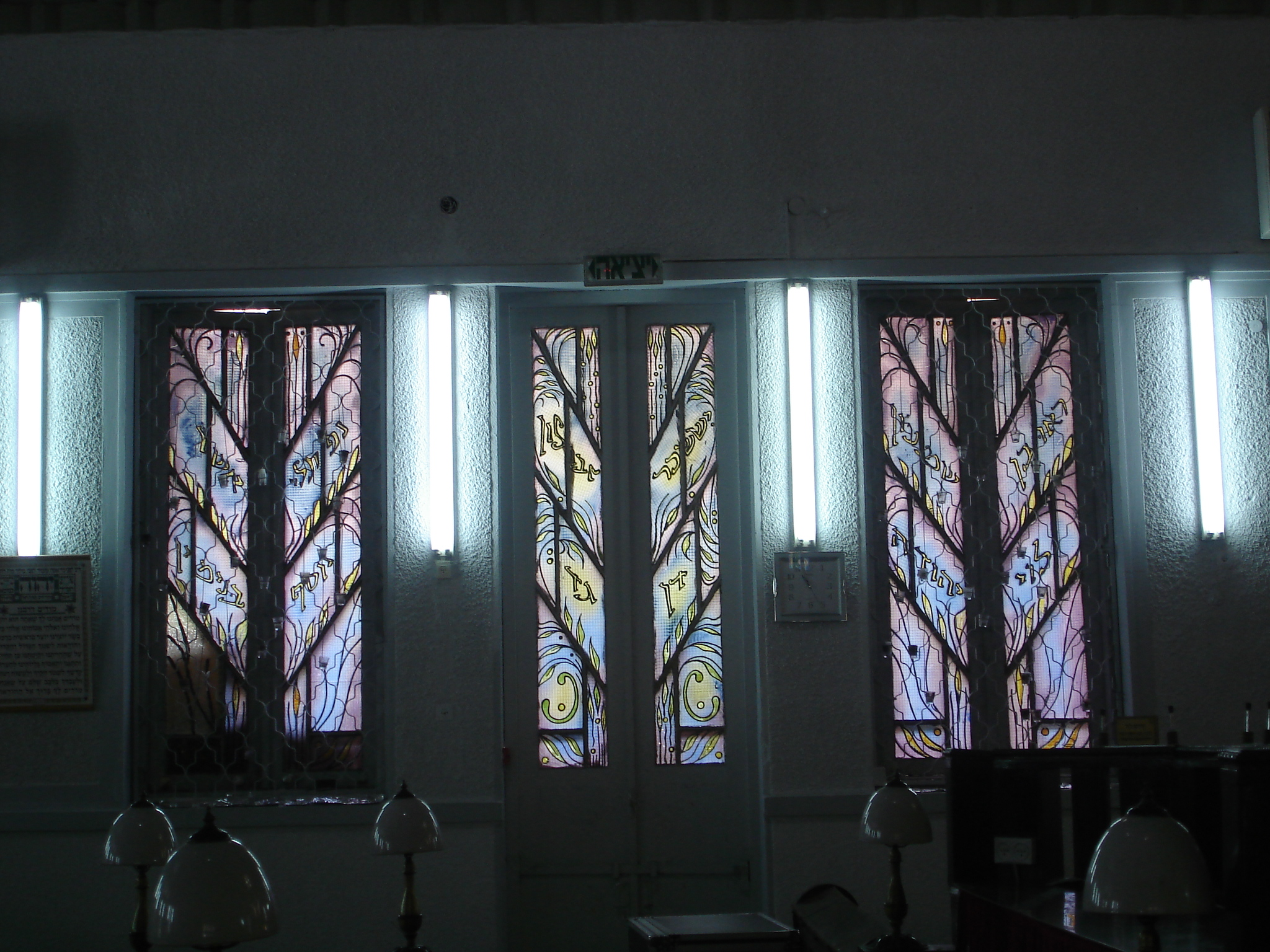
Les vitraux Art déco.